# Goffredo II di Gâtinais
Goffredo, o Godfrey detto Ferreol, in francese Geoffroy II "Ferréol" de Gâtinais (Francia, 1000 circa – Francia, 30 aprile 1043/1045), fu Conte di Gâtinais e signore di Château-Landon dal 1030 alla sua morte.

## Origine
Secondo il documento n° XIX del Cartulaire de l'église Notre-Dame de Paris, Tomes I, era il figlio primogenito del conte consorte di Gâtinais, Ugo di Perche (filiis Hugonis Pertice, scilicet Gosfredo et Letoldo) e di Beatrice di Macon, figlia del conte Aubry II di Mâcon e di Ermentrude di Roucy, figlia del conte di Reims e signore di Roucy, Rinaldo(secondo la genealogia n° V delle Genealogiæ comitum Andegavensium, Beatrice era figlia di Alberico, discendente dal conte di Vesontio).
Ugo di Perche era il figlio secondogenito del conte di Mortagne, Folco, e della viscontessa di Châteaudun, Melisenda.

## Biografia
Sua madre, Beatrice era vedova del conte di Gâtinais, Goffredo I, e al momento della nascita di Goffredo aveva avuto un figlio dal primo marito, Alberico, che viene citato nel documento n° XIX del Cartulaire de l'église Notre-Dame de Paris, Tomes I.
Tra il 1028 ed il 1030, alla morte del suo fratellastro, Alberico, che essendo figlio legittimo di Goffredo I, era divenuto conte di Gatinais, Goffredo, essendo il maschio primogenito, gli succedette come Goffredo II conte di Gâtinais e signore di Château-Landon; Alberico viene confuso con Goffredo II e viene indicato come padre di Goffredo III il Barbuto e Folco IV "il Rissoso", sia secondo la Historia Comitum Andegavorum, Chroniques d'Anjou che secondo il Chronicon sancti Maxentii Pictavensis, Chroniques des Eglises d'Anjou
Nel 1035, Goffredo sposò Ermengarda detta Bianca (1018-1076, figlia del quarto conte d'Angiò, Folco III Nerra o "il Nero" e di Ildegarda, di cui non si conosce gli ascendenti, ma sicuramente originaria della Lotaringia; il matrimonio viene confermato dalla Ex Historiæ Andegavensis Fragmento scritta dal loro figlio, Folco IV "il Rissoso".
Non si conosce l'anno esatto della morte di Goffredo II. comunque è compreso tra il 1043 ed il 1045.
Alla sua morte gli succedette il figlio primogenito Goffredo come Goffredo III conte di Gatinais, mentre la moglie, verso il 1048, si sposò, in seconde nozze, con il duca di Borgogna, Roberto I il Vecchio, come ci conferma la genealogia n° I delle Genealogiæ comitum Andegavensium.

## Discendenza
Goffredo da Ermengarda ebbe tre figli:
- Ildegarda († dopo il 1060 circa), che in quell'anno, secondo la Ex continuatione Historiæ Aimoni Monachi Floriacensis, sposò Joscelin I, Signore di Courtenay, a cui diede due figli[12]
- Goffredo detto "il Barbuto"[9] (1040- 1097 circa), conte d'Angiò
- Folco detto "il Rissoso"[9] (1043- 1109), conte d'Angiò

## Ascendenza
|                         |                   |                                 | Genitori               |  |  | Nonni |  |  | Bisnonni             |  |  | Trisnonni |  |
|                         |                   |                                 |                        |  |  |       |  |  | Goffredo I di Perche |  |  | …         |  |
|                         |                   |                                 |                        |  |  |       |  |  | Goffredo I di Perche |  |  | …         |  |
|                         |                   | …                               |                        |  |  |       |  |  | Goffredo I di Perche |  |  |           |  |
| Folco di Perche         |                   |                                 |                        |  |  |       |  |  | Goffredo I di Perche |  |  |           |  |
|                         |                   | Ildegarda di Mortagne-au-Perche | …                      |  |  |       |  |  |                      |  |  |           |  |
|                         |                   | Ildegarda di Mortagne-au-Perche | …                      |  |  |       |  |  |                      |  |  |           |  |
|                         |                   | Ildegarda di Mortagne-au-Perche | …                      |  |  |       |  |  |                      |  |  |           |  |
| Ugo di Perche           |                   | Ildegarda di Mortagne-au-Perche |                        |  |  |       |  |  |                      |  |  |           |  |
|                         |                   | Goffredo I di Châteaudun        | …                      |  |  |       |  |  |                      |  |  |           |  |
|                         |                   | Goffredo I di Châteaudun        | …                      |  |  |       |  |  |                      |  |  |           |  |
|                         |                   | Goffredo I di Châteaudun        | …                      |  |  |       |  |  |                      |  |  |           |  |
| Mélisende di Châteaudun |                   | Goffredo I di Châteaudun        |                        |  |  |       |  |  |                      |  |  |           |  |
|                         |                   | Ermengarda di Bellême           | …                      |  |  |       |  |  |                      |  |  |           |  |
|                         |                   | Ermengarda di Bellême           | …                      |  |  |       |  |  |                      |  |  |           |  |
|                         |                   | Ermengarda di Bellême           | …                      |  |  |       |  |  |                      |  |  |           |  |
| Goffredo II di Gâtinais |                   | Ermengarda di Bellême           |                        |  |  |       |  |  |                      |  |  |           |  |
|                         | Letald I di Mâcon | …                               |                        |  |  |       |  |  |                      |  |  |           |  |
|                         | Letald I di Mâcon | …                               |                        |  |  |       |  |  |                      |  |  |           |  |
|                         | Letald I di Mâcon | …                               |                        |  |  |       |  |  |                      |  |  |           |  |
| Alberico II di Mâcon    | Letald I di Mâcon |                                 |                        |  |  |       |  |  |                      |  |  |           |  |
|                         |                   | Ermengarda di Châlons           | …                      |  |  |       |  |  |                      |  |  |           |  |
|                         |                   | Ermengarda di Châlons           | …                      |  |  |       |  |  |                      |  |  |           |  |
|                         |                   | Ermengarda di Châlons           | …                      |  |  |       |  |  |                      |  |  |           |  |
| Beatrice di Mâcon       |                   | Ermengarda di Châlons           |                        |  |  |       |  |  |                      |  |  |           |  |
|                         |                   | Ragenoldo di Roucy              | …                      |  |  |       |  |  |                      |  |  |           |  |
|                         |                   | Ragenoldo di Roucy              | …                      |  |  |       |  |  |                      |  |  |           |  |
|                         |                   | Ragenoldo di Roucy              | …                      |  |  |       |  |  |                      |  |  |           |  |
| Ermentrude di Roucy     |                   | Ragenoldo di Roucy              |                        |  |  |       |  |  |                      |  |  |           |  |
|                         |                   | Alberada di Lotaringia          | Gilberto di Lotaringia |  |  |       |  |  |                      |  |  |           |  |
|                         |                   | Alberada di Lotaringia          | Gilberto di Lotaringia |  |  |       |  |  |                      |  |  |           |  |
|                         |                   | Alberada di Lotaringia          | …                      |  |  |       |  |  |                      |  |  |           |  |
|                         |                   | Alberada di Lotaringia          |                        |  |  |       |  |  |                      |  |  |           |  |

### Fonti primarie
- (LA)  Rerum Gallicarum et Francicarum Scriptires, tomus X.
- (LA)  Rerum Gallicarum et Francicarum Scriptires, tomus XI.
- (LA)  Chronicæ sancti Albini Andegavensis, Chroniques des Eglises d'Anjou.
- (LA)  #ES Chroniques des comtes d´Anjou et des seigneurs d´Amboise.
- (LA)  Cartulaire de l'église Notre-Dame de Paris, Tomes I.
- (LA)  Chroniques des Eglises d'Anjou.

### Letteratura storiografica
- Louis Halphen, "La Francia dell'XI secolo", cap. XXIV, vol. II (L'espansione islamica e la nascita dell'Europa feudale) della Storia del Mondo Medievale, 1999, pp. 770–806.
- William John Corbett, "L'evoluzione del ducato di Normandia e la conquista normanna dell'inghilterra", cap. I, vol. VI (Declino dell'impero e del papato e sviluppo degli stati nazionali) della Storia del Mondo Medievale, 1999, pp. 5–55.
- (LA)  Marchegay, P. e Salmon, A., Chroniques d'Anjou Tomo I.